# Großsteingrab Jørlunde Overdrev
Das Großsteingrab Jørlunde Overdrev (früher Hjørlunde Overdrev) ist eine megalithische Grabanlage der jungsteinzeitlichen Nordgruppe der Trichterbecherkultur im Kirchspiel Jørlunde in der dänischen Kommune Frederikssund.

## Lage
Das Grab liegt in Jørlunde Overdrev südlich des Hauses Tjørnevej 5. In der näheren Umgebung gibt bzw. gab es zahlreiche weitere megalithische Grabanlagen.

## Forschungsgeschichte
Im Jahr 1890 führten Mitarbeiter des Dänischen Nationalmuseums eine Dokumentation der Fundstelle durch. 1912 erfolgte eine Grabung unter Leitung von Vilhelm Boye. 1942 wurde eine weitere Dokumentation durch Mitarbeiter des Nationalmuseums durchgeführt und 1957 eine weitere Ausgrabung. Eine weitere Dokumentation erfolgte 1982 durch Mitarbeiter der Forst- und Naturbehörde.

## Beschreibung
Die Anlage besitzt eine nordnordost-südsüdwestlich orientierte rechteckige Hügelschüttung mit einer Länge von etwa 27,5 m, einer Breite von etwa 8 m und einer Höhe von 1,6 m. Von der Umfassung sind noch 14 Steine erhalten. Der Hügel enthält drei Grabkammern, die als Urdolmen anzusprechen sind.
Die erste Kammer befindet sich 8,5 m vom nordnordöstlichen Ende entfernt in der Mittelachse des Hügels. Sie ist nordost-südwestlich orientiert und hat einen rechteckigen Grundriss. Sie hat eine Länge von 1,8 m. Die Kammer besitzt je einen Wandstein an allen vier Seiten sowie einen Deckstein.
Die zweite Kammer liegt am Nordende des Hügels. Sie ist nordost-südwestlich orientiert und hat einen rechteckigen Grundriss. Sie hat eine Länge von 1,6 m, eine Breite von 1,1 m und eine Höhe von 1,1 m. Die Kammer besaß ursprünglich je einen Wandstein an allen vier Seiten, von denen der nordöstliche fehlt. Auf den erhaltenen Wandsteinen liegt ein Deckstein auf. In den Zwischenräumen der Wandsteine wurde Trockenmauerwerk aus Steinplatten festgestellt. Der Kammerboden ist mit gebranntem Feuerstein und Steinplatten gepflastert.
Die dritte Kammer befindet sich 2,5 m südsüdwestlich der zweiten, nahe der Umfassungssteine. Sie ist nordost-südwestlich orientiert und hat einen rechteckigen Grundriss. Sie hat eine Länge von 1,2 m, eine Breite von 0,8 m und eine Höhe von 0,8 m. Die Kammer besitzt je einen Wandstein an allen vier Seiten sowie einen Deckstein. Der Kammerboden ist mit gebranntem Feuerstein und Steinplatten gepflastert. Um die Kammer herum wurde eine Ummantelung aus Steinen, Ton und zerkleinertem Feuerstein festgestellt. Die Feuersteinschicht hatte eine Dicke von 0,33 m und reichte vom Fuß der Wandsteine bis hinauf zum Deckstein.